# Petrogale burbidgei
Petrogale burbidgei är en pungdjursart som beskrevs av Darrell J. Kitchener och Sanson 1978. Petrogale burbidgei ingår i släktet klippkänguruer och familjen kängurudjur. Inga underarter finns listade.
Artepitet i det vetenskapliga namnet hedrar zoologen A. A. Burbidge från en australisk myndighet för miljöbevarande som gjorde många fältstudier om däggdjur i regionen Kimberley.

## Utseende
De exemplar som ingick i artens vetenskapliga beskrivning hade en kroppslängd (huvud och bål) av 16 till 33 cm, en svanslängd av 15,5 till 29 cm och en vikt av 185 till 1400 g. Några av dessa djur var kanske inte full utvecklade. Öronen är med en längd upp till 3,5 cm små jämförd med andra släktmedlemmars öron. Detsamma gäller för bakfötterna som är upp till 9,3 cm långa. I ansiktet är den mörka strimman från hjässan till området mellan ögonen samt de ljusa strimmorna under ögonen otydliga. Andra delar av ansiktet har samma färg som lera och läpparna samt strupens päls har inslag av olivgrön. Proportionen av längden av den permanenta premolara tanden och den första molara tanden varierar mycket. Petrogale burbidgei har mörkbrun till svarta öron samt en ljus olivbrun fläck bakom ögonen. Ryggens päls är brunaktig med inslag av olivgrön, röd och svart vad som ger ett marmorerad utseende. Fram mot sidorna blir pälsen mer enhetlig olivbrun. På svansen förekommer ljusgrå päls med inslag av olivgrön och vid svansens spets bildar längre hår med svarta hårspetsar en tofs. Denna klippkänguru har en gul till elfenbensfärgad undersida.
Petrogale burbidgei kan lätt förväxlas med Petrogale concinna i naturen men Petrogale burbidgei är allmänt mer olivbrun rygg jämförd med olivgrå rygg hos Petrogale concinna. Dessutom är svansspetsen hos Petrogale burbidgei mörkare.

## Utbredning
Pungdjuret förekommer i regionen Kimberley i Western Australia. Arten vistas i klippiga områden som är täckta av öppna skogar och buskar.

## Ekologi
Individerna vilar på dagen i bergssprickor samt i grottor och de är främst aktiva under på morgonen och under senare eftermiddagen. De kan även vara nattaktiva. Petrogale burbidgei äter främst gräs som kanske kompletteras med örter och blad. En annan källa antar att arten behöver äta energirik föda som frukter, nötter, blommor, jordstam och leddjur. Ungar som tittade ut från moderns pung (marsupium) observerades mellan augusti och oktober.

## Hot
På fastlandet är tamkatter ett hot mot arten. Även skogsbränder och en planerad bauxitgruva kan påverka beståndet negativt. I utbredningsområdet inrättades flera skyddszoner. IUCN kategoriserar arten globalt som nära hotad (NT) på grund av den begränsade utbredningen.